# Letea Veche
Letea Veche est une commune roumaine située dans le județ de Bacău.